# Гімн Латвійської РСР
Гімн Латвійської РСР (латис. Latvijas PSR himna)  — один з офіційних символів Латвійської РСР з 1945 по 1990. Після відновлення незалежності Латвією (з 1991 року), його публічне виконання заборонено законодавчо. Автор музики: Лєпін (Лієпіньш) Анатолій Якович, автори слів: Рокпелніс Ф. Я., Ванаг Ю. П. Існувало дві версії гімну російська та латиська, при чому російська версія могла виконуватись під музику гімну СРСР.

## Текст
| Šai zemē visdārgā mēs brīvību guvām, Te paaudžu paaudzēm laimīgam dzimt, Te šalc mūsu jūra, te zied mūsu druvas, Te skan mūsu pilsētas, Rīga te dimd. Padomju Latvija mūžos lai dzīvo, Spoža lai Padomju vainagā mirdz! Mēs cēlāmies, verdzības važas lai rautu, Par gadsimtu cīņām ik vieta vēl teic. Vien biedros ar diženās Krievzemes tautu Mēs kļuvām par spēku, kas pretvaru veic. Padomju Latvija mūžos lai dzīvo, Spoža lai Padomju vainagā mirdz! Pa Ļeņina ceļu uz laimi un slavu Ar Oktobra karogu iesim mūždien. Mēs sargāsim Padomju Tēvzemi savu Līdz pēdējai asiņu lāsei ikviens. Padomju Latvija mūžos lai dzīvo, Spoža lai Padomju vainagā mirdz! Padomju Latvija mūžos lai dzīvo, Spoža lai Padomju vainagā mirdz! |

| : Свободен навеки народ наш счастливый, Путь светлый для всех поколений открыт. Шумит наше море, цветут наши нивы, В семье городов наша Рига гремит. Славься, Советская Латвия наша, Ярко в созвездии республик сияй! Не раз мы за волю ходили походом, Бесправия цепи пытались разбить, Лишь в дружбе незыблемой с русским народом Смогли мы неправду и зло победить. Славься, Советская Латвия наша, Ярко в созвездии республик сияй! Под знаменем Ленина к счастью и славе Путем Октября мы победно идем. Верны мы великой Советской державе И кровь за нее, если надо, прольем! Славься, Советская Латвия наша, Ярко в созвездии республик сияй! |

## Історія
До 1945 року офіційним гімном республіки був Інтернаціонал, але в 1945 році було написано фактично 2 гімни — російську та латиську версію. Музику склав композитор латиського походження Лєпін (справжнє прізвище Лієпінш). Після десталінізації тривалий час гімн існував без слів, так як там були строки зі згадками про диктатора. У 1977 році було прийнято остаточний варіант тексту гімну, який проіснував до 1990 року. Після відновлення незалежності латвійський парламент у законі про зібрання заборонив публічне виконання гімну ЛатРСР.